# Pseudolampona glenmore
Pseudolampona glenmore là một loài nhện trong họ Lamponidae. Loài này được phát hiện ở Queensland.